# Dirty Dynamite
Albums de Krokus
Hoodoo
(2010) Big Rocks
(2017)
Singles
1. Dirty Dynamite 
Sortie : 2013
2. Go Baby Go  
Sortie : 2013
3. Dög Song
Sortie : 2013

Dirty Dynamite est le 17e album du groupe de hard rock mélodique suisse Krokus. Il est sorti le 22 février 2013 sur le label Sony Music et a été produit par Chris Von Rohr.

## Historique
Avant que Krokus commence l'écriture et l'enregistrement de cet album, le batteur Freddy Steady annonce son départ du groupe. Il n'a aucun grief avec les autres membres du groupe, il veut simplement jouer de la musique pour son plaisir dans des petites salles et ne plus s'investir dans des grandes tournées. 
Si le groupe perd son batteur, il accueille un troisième guitariste en la personne de Mandy Meyer. Ce dernier avait déjà fait partie du groupe en 1981 pour remplacer Tommy Kiefer lors de la tournée de promotion de l'album Hardware. Il ne resta pas dans le groupe, préférant s'installer en Californie pour réaliser ses ambitions musicales. Il reviendra en Suisse au milieu des années 1990 et rejoindra Gotthard avant de remplacer Fernando Von Arb en 2004 au sein de Krokus pour enregistrer l'album Hellraiser. C'est à la demande de Chris Von Rohr que Mandy rejoindra Krokus fin 2011 pour honorer quelques concerts au Japon et remplacer Fernando Von Arb qui ne peut plus voyager sur de trop longues distances.
C'est donc avec trois guitaristes que Krokus enregistra cet album. Si la musique fut enregistrée en Suisse à Zurich et Soleure, le chant fut enregistré à Londres dans les fameux Abbey Road Studios. C'est le batteur du groupe allemand Pink Cream 69, Kosta Zafiriou qui assure les parties de batterie. C'est finalement le batteur, un autre musicien de Soleure, Favio Mezzodi qui sera recruté pour remplacer Freddy Steady.
Cet album contient une reprise de la chanson Help! des Beatles.
Il entrera directement à la première place des charts suisse et sera certifié disque de platine. C'est aussi la première fois qu'un album du groupe se classe dans le top 20 des charts allemands. En France, il se classa à la 139e du Top album, le 25 février 2013.

## Liste des titres
Toutes les chansons sont écrites et composées par Chris Von Rohr, Fernando Von Arb, Marc Storace, sauf annotations.
| 1.    | Hallelujah Rock ’n’ Roll    | Von Rohr, Mark Kohler, Storace | 3:26 |
| 2.    | Go Baby Go                  |                                | 3:34 |
| 3.    | Rattlesnake Rumble          |                                | 3:45 |
| 4.    | Dirty Dynamite              |                                | 3:47 |
| 5.    | Let the Good Times Roll     | Von Rohr, Kohler, Storace      | 3:53 |
| 6.    | Help! (reprise des Beatles) | John Lennon / Paul McCartney   | 4:26 |
| 7.    | Better Than Sex             |                                | 4:13 |
| 8.    | Dög Song                    |                                | 3:46 |
| 9.    | Yellow Mary                 |                                | 3:30 |
| 10.   | Bailout Blues               | Von Rohr, Kohler, Storace      | 3:26 |
| 11.   | Live Ma Life                | Von Rohr, Kohler, Storace      | 3:54 |
| 12.   | Hardrocking Man             |                                | 3:10 |
| 44:50 |                             |                                |      |

## Crédits
| - Marc Storace : chant - Chris Von Rohr : basse, piano, chœurs - Fernando Von Arb : guitare solo, chœurs - Mark Kohler : guitare rythmique - Mandy Meyer : guitare solo, guitare rythmique Invités - Kosta Zafiriou : batterie - Mark Fox : chœurs - Tommy Heart : chœurs | - Production : Chris Von Rohr - Ingénierie : Chris Von Rohr, Mark Kohler, Helge van Dyk, Mark Fox - Mastering : Darcy Proper - Mixage, Ingénierie : Dennis Ward - Photographie, artwork, illustrations : Martin Häusler |

## Charts et certification
| Pays      | Durée du classement | Meilleur classement |
| --------- | ------------------- | ------------------- |
| Allemagne | 3 semaines          | 17e                 |
| Autriche  | 2 semaines          | 46e                 |
| France    | 1 semaine           | 139e                |
| Suède     | 2 semaines          | 41e                 |
| Suisse    | 21 semaines         | 1er                 |

| Pays   | Certification | Ventes   | Date |
| ------ | ------------- | -------- | ---- |
| Suisse | Platine       | 20 000 + | 2013 |

Charts single
| Année | Single         | Chart               | Durée du classement | Position |
| ----- | -------------- | ------------------- | ------------------- | -------- |
| 2013  | Dirty Dynamite | Schweizer Hitparade | 2 semaines          | 32e      |